# Tusitala
Cet article concerne le genre. Pour Tusitala surnom de l'écrivain, voir Robert Louis Stevenson.
Genre
Synonymes
- Monclova Peckham & Peckham, 1902
- Blaisea Simon, 1903

Tusitala est un genre d'araignées aranéomorphes de la famille des Salticidae.

## Distribution
Les espèces de ce genre se rencontrent en Afrique et au Yémen.

## Liste des espèces
Selon World Spider Catalog (version 25.5, 17/09/2024) :
- Tusitala ansieae Azarkina & Foord, 2015
- Tusitala bandama Wesołowska & Russell-Smith, 2022
- Tusitala barbata G. W. Peckham & E. G. Peckham, 1902
- Tusitala cornuta Wesołowska & Russell-Smith, 2022
- Tusitala discibulba Caporiacco, 1941
- Tusitala guineensis Berland & Millot, 1941
- Tusitala hirsuta G. W. Peckham & E. G. Peckham, 1902
- Tusitala lutzi Lessert, 1927
- Tusitala lyrata (Simon, 1903)
- Tusitala proxima Wesołowska & Russell-Smith, 2000
- Tusitala ugandensis Wiśniewski & Wesołowska, 2024
- Tusitala unica Wesołowska & Russell-Smith, 2000
- Tusitala yemenica Wesołowska & van Harten, 1994

## Systématique et taxinomie
Ce genre a été décrit par Peckham et Peckham en 1902 dans les Attidae.
Blaisea a été placé en synonymie par Wesołowska et Tomasiewicz en 2003.

## Publication originale
- Peckham & Peckham, 1902 : « Some new genera and species of Attidae from South Africa. » Psyche, vol. 9, p. 330-335 (texte intégral).